# 久丹日墀
久丹日墀，又作释尊剑，元朝纳塘寺僧人，吐蕃山南人。
元仁宗在位时，久丹日墀与纳塘寺关系密切，曾邀他的弟子格西嘉木样巴克什前去汉地，奉为上师。后来他用弟子们从汉地带回的御赐纸、墨、笔，进行编辑大藏经目录。他让格西嘉木样巴克什、卫巴洛塞哇绛曲益西等人，搜集各版大藏经校勘，最后自己主持编成。同时，又缮写大藏经，这是藏区第一部抄本藏文大藏经，因清代有纳塘新版大藏经，这个版本被称为纳塘古版大藏经。后来，久丹日墀又编成《大藏经目录论典广说》、摘要本《甘珠尔目录日光》。从此藏区编写大藏经的活动相继出现。